# Элли, Ричард
Мы — первое поколение, которое действительно знает, как построить устойчивую энергетическую систему. Отсрочка этого перехода приведёт к разрушительным изменениям климата, которые сохранятся на протяжении тысячелетий и далее; совершение же этого перехода плавно может стать одним из величайших материальных достижений человечества. 
 ...We are the first generation that truly knows how to build a sustainable energy system. Delaying that transition will lead to damaging climate changes that persist for millennia and beyond; making the transition smoothly may be one of the greatest material accomplishments of humanity.
Ричард Блейн Элли (Richard B. (Blane) Alley; род. 18 августа 1957, Огайо) — американский геолог, один из ведущих в мире гляциологов и климатологов.
Член Национальной АН США (2008) и иностранный член Лондонского королевского общества (2014), доктор философии, профессор Университета штата Пенсильвания.
Лауреат наипрестижнейших отличий, в частности премии Тайлера (2009), а также высокоцитируемый учёный, согласно ISI.

## Биография
Окончил Университет штата Огайо по кафедре геологии и минералогии (бакалавр наук с отличием summa cum laude, 1980, магистр наук, 1983, обе степени по геологии). Степень доктора философии (по геологии, с минором по материаловедению) получил в 1987 году в Висконсинском университете в Мадисоне, затем в 1987—1988 годах работал там же. С 1988 ассистент-профессор, с 1992 ассоциированный профессор, с 1994 полный профессор и с 2000 именной профессор (Evan Pugh Professor) кафедры геонаук Университета штата Пенсильвания. Отмечен там Wilson Outstanding Teaching Award (1997), Faculty Scholar Medal (1999) и Milton S. Eisenhower Award for Distinguished Teaching (2008), а также College of Earth and Mineral Sciences Mitchell Award for Innovative Teaching (2004) и Faculty Mentoring Award (2007).
Участник экспедиций и полевых исследований в Антарктиде, Гренландии, Аляске, Юте и Вайоминге, и на ледниках по всему миру, также много работал в National Ice Core Laboratory в Денвере.
Также известен как публичный научный комментатор и своей деятельностью в различных организациях и консультациями, вплоть до оказанных для вице-президента и парламента США.
Ведущий телесериала PBS «EARTH: The Operators' Manual» и автор сопроводительной книги к нему.
Автор докладов Межправительственной группы экспертов по изменению климата (МГЭИК).
Являлся её членом, когда она удостоилась Нобелевской премии в 2007 году.
В 2014 году профессор Элли участвовал в кампании «What We Know», организованной Американской ассоциацией развития науки для информирования общественности об изменении климата, и, в частности, обращения внимания на ошибочное представление о том, что среди ученых широко распространены разногласия по поводу изменения климата.
В 2014 году он возглавлял исследовательскую комиссию Национальной академии наук США, которая подготовила доклад «Резкие последствия изменения климата. Предчувствие сюрпризов» («Abrupt Impacts of Climate Change. Anticipating Surprises»).
«Наиболее привлекающим внимание вопросом в нашей сфере, — говорит профессор Р. Элли в 2017 году, — является вероятность того, что повышение уровня моря от Западной Антарктиды будет большим и быстрым».
После получения в 2015 году BBVA Foundation Frontiers of Knowledge Award, Элли и его семья пожертвовали 100 тыс. долларов США для установления стипендии для студентов в области гляциологии и климатологии.
Исследуя климатическую историю Земли, «записанную» в древнем льду, профессор Ричард Элли обнаружил — и тем особо известен — что за предшествующие 12 000 лет были случаи резкого изменения средней температуры на обширных регионах планеты, что называют первым доказательством того, что изменения климата могут происходить внезапно (а не лишь на протяжении длительного времени).
Член Американской академии искусств и наук (2010) и фелло Американского геофизического союза (2000). Член Американской ассоциации содействия развитию науки и Американского геологического общества.
Жена и две дочери.
Автор более 350 публикаций, в том числе в Science, Nature, Scientific American, PNAS, а также книг «The Two-Mile Time Machine: Ice Cores, Abrupt Climate Change, and Our Future» (Princeton Press, 2000, — избрана Phi Beta Kappa научной книгой 2001 года) и «Earth — The Operators' Manual» (Norton, 2011).
Вместе с Philip Wheeler Conkling, Уоллесом Брокером и George H. Denton автор "The Fate of Greenland: Lessons from Abrupt Climate Change".

## Награды, отличия, почести
- 1990 — Presidential Young Investigator Award[англ.], Национальный научный фонд
- 1991 — Packard Fellowship, David and Lucile Packard Foundation[англ.]
- 1996 — Horton Award гидрологической секции Американского геофизического союза[15]
- 2002 — Easterbrook Distinguished Scientist Award, Американское геологическое общество
- Roger Revelle Lecture, Ocean Studies Board (2004)
- 2005 — Seligman Crystal[англ.], Международное гляциологическое общество
- 2005 — Louis Agassiz Medal, Европейский союз наук о Земле (первый удостоенный)
- 2007 — Медаль Роджера Ревелла Американского геофизического союза
- 2008 — Public Service Award, Американское геологическое общество
- 2009 — Премия Тайлера
- 2009 — Лекция Бьеркнеса (Bjerknes Lecture), Американский геофизический союз
- 2011 — Heinz Award[англ.]
- 2011 — Stephen H. Schneider Award for Outstanding  Climate Science Communication (первый удостоенный)[14]
- 2012 — AAAS Award for Public Engagement with Science
- 2012 — U.S. News STEM Leadership Hall of Fame[6]
- 2012 — Phi Beta Kappa Award in Science[англ.]
- 2014 — BBVA Foundation’s Frontiers of Knowledge Award — в категории «Изменение климата»[9]
- 2014 — Arthur L. Day Prize and Lectureship[англ.], НАН США
- 2014 — NCSE Friend of the Planet Award (в числе первых удостоенных)
- 2014 — Почётный доктор Albion College[англ.]
- 2016 — Climate Communication Prize Американского геофизического союза[2][16]
- Силлимановская лекция (2016)
- 2017 — Медаль Волластона, высшая награда Геологического общества Лондона
- 2018 — Roy Chapman Andrews Society Distinguished Explorer Award [17]
- 2025 — Национальная научная медаль США[18]

В его честь назван ледник Элли (Alley Glacier) в Западной Антарктиде.